# Vesuvius utbrott
Vesuvius utbrott (norska: Vesuv i utbrudd) är en serie oljemålningar av den norske konstnären Johan Christian Dahl från 1820–1826. Den finns i åtminstone sju versioner som är utställda på bland annat Statens Museum for Kunst i Köpenhamn, Kode museum i Bergen, Metropolitan Museum of Art i New York och Städelsches Kunstinstitut i Frankfurt. 
Dahl besökte Neapel på inbjudan av danske kronprinsen Kristian Fredrik 1820–1821. Vesuvius hade vi denna tid frekventa utbrott, vilka Dahl nyfiket bevittnade på nära håll. Den 20 december 1820 utförde han ett antal skisser på plats och dagen därpå började han måla sin första version vilken var klar redan den 24 december. Den tillhör idag Statens Museum for Kunsts samling. Den första större versionen blev klar 1821 och ingår också i Statens Museum for Kunsts samlingar. År 1824 målade han en version till kronprinsen själv som 2019 donerades av finansmannen Christen Sveaas till Metropolitan Museum of Art. Den sista och största versionen tillkom 1826; den är utställd på Städelsches Kunstinstitut.  
Dahl målade även ett flertal liknande målningar över Vesuvius och Neapelbukten, till exempel Utsikt mot Vesuvius från Villa Quisisana (1820) på Nationalmuseum i Stockholm och Bugten ved Napoli i måneskin og Vesuv i udbrud (1821) på Thorvaldsens museum i Köpenhamn. Storslagna naturscener appellerade till dåtidens konstsamlare vilket också förklarar Dahls stora produktion av målningar av Vesuvuis. Dahl målade i stort sett enbart landskap och var tillsammans med vännen Caspar David Friedrich en förgrundsgestalt inom romantikens måleri.

## Ett urval målningar av Dahl som avbildar Vesuvius
| Målning | Namn                                                   | typ            | År   | Storlek     | Museum                     | Stad      |
| ------- | ------------------------------------------------------ | -------------- | ---- | ----------- | -------------------------- | --------- |
|         | Utsikt mot Vesuvius från Villa Quisisana               | olja på duk    | 1820 | 20 × 30     | Nationalmuseum             | Stockholm |
|         | Vesuvs udbrud                                          | olja på duk    | 1820 | 43 x 67,5   | Statens Museum for Kunst   | Köpenhamn |
|         |                                                        | olja på duk    | 1821 | 61,5 x 97,5 | Gustavianum                | Uppsala   |
|         | Napoligolfen med Vesuv                                 | olja på papper | 1821 | 23 x 44     | Nasjonalmuseet             | Oslo      |
|         | Blick von Pimonte auf die Bucht von Neapel             | olja på duk    | 1821 | 24,5 x 36,5 | Hamburger Kunsthalle       | Hamburg   |
|         | Vesuv i utbrudd                                        | olja på duk    | 1821 | 24,5 x 35   | Kode                       | Bergen    |
|         | Bugten ved Napoli i måneskin og Vesuv i udbrud         | olja på duk    | 1821 | 24,8 × 39,8 | Thorvaldsens Museum        | Köpenhamn |
|         | Bugten ved Napoli med Vesuv i udbrud set fra en grotte | olja på duk    | 1821 | 22,2 × 33,4 | Thorvaldsens Museum        | Köpenhamn |
|         | Bugten ved Napoli i måneskin og Vesuv i udbrud         | olja på duk    | 1821 | 49,7 × 68   | Thorvaldsens Museum        | Köpenhamn |
|         | Vesuvs udbrud 1820                                     | olja på duk    | 1821 | 98 × 137,5  | Statens Museum for Kunst   | Köpenhamn |
|         | Vesuv i utbrudd                                        | olja på duk    | 1821 | 61 x 87,5   | Kode                       | Bergen    |
|         | An Eruption of Vesuvius                                | olja på duk    | 1824 | 94 × 139    | Metropolitan Museum of Art | New York  |
|         | Der Ausbruch des Vesuv im Dezember 1820                | olja på duk    | 1826 | 128 × 172   | Städelsches Kunstinstitut  | Frankfurt |